# Pierre Certon
Pierre Certon (ur. ok. 1510 w Melun, zm. 23 lutego 1572 w Paryżu)  – francuski kompozytor okresu renesansu.
Certon komponował utwory sakralne: msze, motety, psalmy i pieśni kościelne. Przeszedł do historii muzyki jako twórca świeckich utworów wokalnych, zwanych chansons.